# Torneo Femenino Apertura 2011 (Argentina)
El Torneo Femenino Apertura 2011 fue la trigésima primera edición del Campeonato Femenino de Fútbol de Argentina desarrollada entre el 17 de septiembre de 2011 y el 4 de marzo de 2012. Fue organizado por la Asociación del Fútbol Argentino
Boca Juniors consiguió su vigésimo título, de forma invicta ganando todos los partidos. De esta forma, tendría la oportunidad de jugar un partido por la clasificación a la Copa Libertadores Femenina de 2012 con el campeón del Clausura 2012.

## Equipos
| Equipo                      | Ciudad        | Jurisdicción                    |
| --------------------------- | ------------- | ------------------------------- |
| Boca Juniors                | Buenos Aires  | Ciudad Autónoma de Buenos Aires |
| Estudiantes                 | La Plata      | Provincia de Buenos Aires       |
| Huracán                     | Buenos Aires  | Ciudad Autónoma de Buenos Aires |
| Independiente               | Avellaneda    | Provincia de Buenos Aires       |
| Lugano                      | La Matanza    | Provincia de Buenos Aires       |
| Platense                    | Vicente López | Provincia de Buenos Aires       |
| River Plate                 | Buenos Aires  | Ciudad Autónoma de Buenos Aires |
| San Lorenzo                 | Buenos Aires  | Ciudad Autónoma de Buenos Aires |
| UAI Urquiza                 | San Martín    | Provincia de Buenos Aires       |
| Universidad de Buenos Aires | Buenos Aires  | Ciudad Autónoma de Buenos Aires |
| Vélez Sarsfield (Mercedes)  | Mercedes      | Provincia de Buenos Aires       |

## Sistema de disputa
El torneo se llevó a cabo en una sola rueda, por el sistema de todos contra todos.
La tabla final de posiciones se estableció por acumulación puntos, y, en caso de que hubiese habido empate entre dos o más equipos, se habrían realizado de partidos de desempate. Se otorgan tres puntos por partido ganado, uno por partido empatado y ninguno, en caso de derrota.
Para la clasificación a la Copa Libertadores de 2012, se realizaría un enfrentamiento a partido único entre el ganador del Torneo Apertura 2011 y el del Torneo Clausura 2012. En caso de ser el mismo, ese equipo clasificaría directamente al torneo continental.

## Tabla de posiciones
| Pos | Equipo                      | Pts | PJ | PG | PE | PP | GF | GC | Dif |
| --- | --------------------------- | --- | -- | -- | -- | -- | -- | -- | --- |
| 1º  | Boca Juniors                | 30  | 10 | 10 | 0  | 0  | 78 | 3  | +75 |
| 2º  | Estudiantes                 | 25  | 10 | 8  | 1  | 1  | 33 | 7  | +26 |
| 3º  | River Plate                 | 24  | 10 | 8  | 0  | 2  | 50 | 12 | +38 |
| 4º  | UAI Urquiza                 | 20  | 10 | 6  | 2  | 2  | 59 | 11 | +48 |
| 5º  | San Lorenzo                 | 16  | 10 | 5  | 1  | 4  | 23 | 11 | +12 |
| 6º  | Universidad de Buenos Aires | 15  | 10 | 5  | 0  | 5  | 29 | 21 | +8  |
| 7º  | Huracán                     | 13  | 10 | 4  | 1  | 5  | 23 | 26 | -3  |
| 8º  | Independiente               | 10  | 10 | 3  | 1  | 6  | 13 | 24 | -11 |
| 9º  | Platense                    | 3   | 10 | 1  | 0  | 9  | 9  | 65 | -56 |
| 10º | Vélez Sarsfield (Mercedes)  | 3   | 10 | 1  | 0  | 9  | 4  | 67 | -63 |
| 11º | Lugano                      | 3   | 10 | 1  | 0  | 9  | 5  | 79 | -74 |

### Evolución de las posiciones
| Equipo / Fecha              | 01  | 02  | 03  | 04  | 05  | 06  | 07  | 08  | 09  | 10  | 11  |
| --------------------------- | --- | --- | --- | --- | --- | --- | --- | --- | --- | --- | --- |
| Boca Juniors                | 03º | 01º | 01º | 01º | 01º | 01º | 01° | 01º | 01º | 01º | 01º |
| Estudiantes                 | 09º | 06º | 07° | 06º | 04° | 03° | 03º | 03º | 03º | 02º | 02º |
| Huracán                     | 07º | 04º | 06° | 07º | 07º | 07º | 07º | 07º | 07º | 07º | 07º |
| Independiente               | 05º | 08º | 09º | 09º | 08º | 08º | 08º | 08º | 08º | 08º | 08º |
| Lugano                      | 10º | 11º | 10º | 10º | 10º | 10º | 10º | 10º | 11º | 11º | 11º |
| Platense                    | 11º | 10º | 11º | 11º | 11º | 11º | 11º | 11º | 09º | 09º | 09º |
| River Plate                 | 01º | 02º | 02º | 02º | 02º | 02º | 02º | 02º | 02º | 03º | 03º |
| San Lorenzo                 | 06º | 09º | 05° | 04° | 06º | 04° | 04º | 05º | 05º | 05º | 05º |
| UAI Urquiza                 | 04º | 05º | 03º | 03º | 05º | 06º | 05º | 04º | 04° | 04º | 04º |
| Universidad de Buenos Aires | 02º | 03º | 04º | 05º | 03º | 05º | 06º | 06º | 06º | 06º | 06º |
| Vélez Sarsfield (Mercedes)  | 08º | 07º | 08° | 08° | 09º | 09º | 09º | 09º | 10º | 10º | 10º |

## Partidos

### Fecha 1
| 17 de septiembre de 2011, 15:30 | Vélez Sarsfield (Mercedes) | 0:2 | Independiente                     | Mun. de Mercedes, |  |
|                                 |                            |     | Rocío Sánchez · Florencia Ferrero |                   |  |

| 18 de septiembre de 2011, 12:00 | Boca Juniors                                    | 3:0 | Estudiantes | P. 19 de Mayo AEFIP, |  |
|                                 | Belén Potassa · Vanesa Santana · Soledad Jaimes |     |             |                      |  |

| 18 de septiembre de 2011, 15:30 | River Plate | 8:0 | Platense | Auxiliar Ezeiza, |  |
|                                 | Mariana Larroquette , · Enriqueta Tato , · Valeria Galarza · Delfina Fernández · Karen Spiazzi · Yamila García |     |          |                  |  |

| 18 de septiembre de 2011, 16:00 | Huracán        | 1:3 | UAI Urquiza                              | Auxiliar, |  |
|                                 | Yohana Masagli |     | Analía Hirmbruchner · Mercedes Pereyra , |           |  |

| 15 de octubre de 2011, 10:00 | UBA                                                                                            | 7:1 | Lugano      | F.C.OesteAuxPonteve, |  |
|                              | Lucía Martelli , · Macarena Gómez · Laura Noya · María José Limeres · Nicole Gerson 90' (pen.) |     | Sol Bettoni |                      |  |

### Fecha 2
| 24 de septiembre de 2011, 14:00 | Lugano        | 1:6 | Huracán                                                                                        | Principal, |  |
|                                 | Marcela Pérez |     | Florencia Bonsegundo , · Noelia Aguilar · Yohana Masiglia · Florencia Romero · Silvana Peralta |            |  |

| 24 de septiembre de 2011, 15:30 | UAI Urquiza      | 1:3 | River Plate                                          | Principal, |  |
|                                 | Mercedes Pereyra |     | Enriqueta Tato · Mariana Larroquette · Yamila García |            |  |

| 24 de septiembre de 2011, 16:00 | Platense | 0:1 | Velez Sarsfield (Mercedes) | Auxiliar, |  |
|                                 |          |     | Belén Lucero 15' (pen.)    |           |  |

| 25 de septiembre de 2011, 11:00 | Estudiantes                       | 2:0 | San Lorenzo | Auxiliar Estadio, |  |
|                                 | Grisel Yanacón · Mariana De Moura |     |             |                   |  |

| 25 de septiembre de 2011, 15:30 | Independiente | 0:8 | Boca Juniors                                                                                 | Auxiliar Wilde, |  |
|                                 |               |     | Vanesa Santana , · Belén Potassa , · Yael Oviedo · Gimena Añon · Rosana Gómez · Andrea Ojeda |                 |  |

### Fecha 3
| 1 de octubre de 2011, 16:00 | Vélez Sarsfield (Mercedes) | 0:9 | UAI Urquiza                                                                                                  | Mun. de Mercedes, |  |
|                             |                            |     | Mercedes Pereyra , · Paula Ugarte , · Celeste Raupp , · Anabella Venegas · Agustina Barroso · Mariana Gaitán |                   |  |

| 1 de octubre de 2011, 16:00 | Huracán                               | 2:3 | UBA                           | Auxiliar, |  |
|                             | Silvia Hidalgo · Florencia Bonsegundo |     | Lucía Martelli , · Laura Noya |           |  |

| 2 de octubre de 2011, 16:00 | San Lorenzo                                                                                   | 6:1 | Independiente | Auxiliar, |  |
|                             | Noelia Chávez , · Noelia Espíndola · Eliana Medina · María Luisa Tierri · María Jesús Peñalva |     | Rocío Sánchez |           |  |

| 2 de octubre de 2011, 10:00 | Boca Juniors | 16:0 | Platense | Casa Amarilla Nro. 1, |  |
|                             | Gimena Añon 5', 40' · Soledad Jaimes 13', 18', 23', 29', 34' · Andrea Ojeda 35', 44' · Belén Potassa 49', 63', 83' · Soledad Britos 57' (pen.) · Florencia Curril 66', 87' · Cecilia Ghigo 78' |      |          |                       |  |

| 2 de octubre de 2011, 16:00 | River Plate                                                                                  | 14:1 | Lugano        | Auxiliar Ezeiza, |  |
|                             | Eliana Stabile , · Mariana Larroquette , · Enriqueta Tato , · Daiana Cardone · Yamila García |      | Marcela Pérez |                  |  |

### Fecha 4
| 29 de octubre de 2011, 15:30 | Lugano                                        | 2:1 | Vélez Sarsfield (Mercedes) | Principal, |  |
|                              | Marcela Pérez · Ángela Estigarribia -' (pen.) |     | Cecilia Díaz               |            |  |

| 29 de octubre de 2011, 16:00 | Platense         | 1:4 | San Lorenzo                                                           | Auxiliar, |  |
|                              | Giselle Cichello |     | Carina Núñez · Constanza Vásquez · Débora Molina · Vanina Preiningera |           |  |

| 30 de octubre de 2011, 14:00 | UBA | 0:2 | River Plate                          | F.C Oeste auxPonteve, |  |
|                              |     |     | Mariana Larroquette · Enriqueta Tato |                       |  |

| 30 de octubre de 2011, 15:30 | Independiente    | 1:3 | Estudiantes                            | Auxiliar Wilde, |  |
|                              | Micaela Re Furci |     | Evangelina Alfaro , · Micaela Sandoval |                 |  |

| 30 de octubre de 2011, 17:00 | UAI Urquiza                                   | 2:4 | Boca Juniors                                 | Principal, |  |
|                              | Tamara Gómez · Analía Hirmbruchner 45' (pen.) |     | Yael Oviedo · Belén Potassa , · Andrea Ojeda |            |  |

### Fecha 5
| 5 de noviembre de 2011, 15:00 | Vélez Sarsfield (Mercedes) | 0:9 | UBA                                                                                       | Mun. de Mercedes, |  |
|                               |                            |     | Lucía Martelli , · Inés Arozarena · Sabrina Bengelsdorf · Ágata José · María José Limeres |                   |  |

| 5 de noviembre de 2011, 16:00 | San Lorenzo                  | 2:2 | UAI Urquiza                     | Auxiliar, |  |
|                               | Eliana Medina · Carina Núñez |     | Celeste Raupp · Natalia Gentile |           |  |

| 6 de noviembre de 2011, 10:00 | Boca Juniors                                                        | 21:0 | Lugano | Casa Amarilla Nro. 1, |  |
|                               | Belén Potassa , · Soledad Jaimes , · Florencia Curril · Gimena Añón |      |        |                       |  |

| 6 de noviembre de 2011, 11:00 | Estudiantes                                                                                        | 10:0 | Platense | Auxiliar Estadio, |  |
|                               | Micaela Sandoval , · Carolina Troncoso , · Evangelina Alfaro , · Fernanda Ciarlone · Sabrina Gómez |      |          |                   |  |

| 6 de noviembre de 2011, 16:00 | River Plate                             | 4:3 | Huracán                              | Auxiliar Ezeiza, |  |
|                               | Mariana Larroquette , · Valeria Galarza |     | Silvina Peralta , · Florencia Romero |                  |  |

### Fecha 6
| 12 de noviembre de 2011, 17:00 | Lugano | 0:11 | San Lorenzo | Principal, |  |

| 12 de noviembre de 2011, 17:00 | UAI Urquiza    | 1:1 | Estudiantes       | Principal, |  |
|                                | Amancay Urbani |     | Evangelina Alfano |            |  |

| 13 de noviembre de 2011, 17:00 | Platense | 0:6 | Independiente                                                                              | Auxiliar, |  |
|                                |          |     | Florencia Reinoso · Mabel Flores · Micaela Cabrera · Gisela González · Florencia Ferrero , |           |  |

| 13 de noviembre de 2011, 17:00 | Huracán                                                                    | 5:1 | Vélez Sarsfield (Mercedes) | Auxiliar, |  |
|                                | Yohana Masagli , · Noelia Aguilar · Silvina Peralta · Florencia Bonsegundo |     | Belén Lucero               |           |  |

| 7 de noviembre de 2011, 17:00 | UBA | 0:12 | Boca Juniors | F.C Oeste auxPonteve, |  |

### Fecha 7
| 18 de noviembre de 2011, 17:30 | Vélez Sarsfield (Mercedes) | 0:13 | River Plate                                                                                     | Mun. de Mercedes, |  |
|                                |                            |      | Eliana Stabile , · Mariana Larroquette , · Enriqueta Tato , · Delfina Fernández · Karen Spiazzi |                   |  |

| 19 de noviembre de 2011, 17:00 | San Lorenzo                   | 2:0 | UBA | Auxiliar, |  |
|                                | Carina Núñez · Caterina Taker |     |     |           |  |

| 20 de noviembre de 2011, 09:00 | Estudiantes | 1:03 | Lugano | Auxiliar Estadio, |  |

| 20 de noviembre de 2011, 17:00 | Independiente | 0:14 | UAI Urquiza | Auxiliar Wilde, |  |

| 13 de diciembre de 2011, 17:00 | Boca Juniors                                                   | 5:0 | Huracán | Casa Amarilla Aux. 1, |  |
|                                | Belén Potassa , · Soledad Jaimes · Andrea Ojeda · Rosana Gómez |     |         |                       |  |

### Fecha 8
| 26 de noviembre de 2011, 9:00 | Lugano | 0:2 | Independiente                     | Principal, |  |
|                               |        |     | Gisela González · Gabriela Chávez |            |  |

| 26 de noviembre de 2011, 9:00 | Huracán                               | 2:0 | San Lorenzo | Auxiliar, |  |
|                               | Yohana Masagli · Florencia Bonsegundo |     |             |           |  |

| 26 de noviembre de 2011, 17:00 | UAI Urquiza                                                                                                   | 9:0 | Platense | Principal, |  |
|                                | Analía Hirmbruchner , · Amancay Urbani , · Mercedes Pereyra , · Romina Vargas · Tamara Gómez · Sabrina Gottig |     |          |            |  |

| 26 de noviembre de 2011, 17:00 | UBA              | 1:3 | Estudiantes                        | F.C Oeste auxPonteve, |  |
|                                | Angeles Pugliara |     | Micaela Sandoval , · Yesica Arrien |                       |  |

| 27 de noviembre de 2011, 17:00 | River Plate         | 1:4 | Boca                                         | Auxiliar Ezeiza, |  |
|                                | Mariana Larroquette |     | Rosana Gómez , · Yael Oviedo · Belén Potassa |                  |  |

### Fecha 9
| 3 de diciembre de 2011, 17:00 | Boca Juniors                                                                | 14:0 | Vélez Sarsfield (Mercedes) | Casa Amarilla Aux. 1, |  |
|                               | Soledad Jaimes , · Belén Potassa , · Johanna Galliotti , · Florencia Curril |      |                            |                       |  |

| 4 de diciembre de 2011, 09:00 | Estudiantes                                                             | 6:0 | Huracán | Auxiliar Estadio, |  |
|                               | Micaela Sandoval , · Ruth Bravo · Carolina Troncoso · Evangelina Alfaro |     |         |                   |  |

| 4 de diciembre de 2011, 17:00 | Platense                                             | 4:0 | Lugano | Auxiliar, |  |
|                               | Catalina Florentín , · Dafne Alemany · Soledad Reina |     |        |           |  |

| 4 de diciembre de 2011, 17:00 | San Lorenzo | 1:2 | River Plate                    | Auxiliar, |  |
|                               |             |     | Yamila García · Enriqueta Tato |           |  |

| 4 de diciembre de 2011, 17:00 | Independiente | 0:2 | UBA                             | Auxiliar Wilde, |  |
|                               |               |     | María José Limeres · Laura Noya |                 |  |

### Fecha 10
| 9 de diciembre de 2011, 17:30 | Vélez Sarsfield (Mercedes) | 0:7 | San Lorenzo                                                            | Mun. de Mercedes, |  |
|                               |                            |     | Noelia Chávez , · Noelia Espíndola · Débora Molina · Vanina Preininger |                   |  |

| 18 de febrero de 2012, 9:00 | Huracán | 0:0 | Independiente | Auxiliar, |  |

| 18 de febrero de 2012, 17:00 | UBA                                                                        | 7:3 | Huracán                              | F.C Oeste auxPonteve, |  |
|                              | Lucía Martelli , · María José Limeres , · Julieta Lucas · Constanza Romano |     | Silvina Peralta , · Florencia Romero |                       |  |

| 19 de febrero de 2012, 17:00 | Lugano | 0:22 | UAI Urquiza | Principal, |  |
|                              |        |      | Paula Ugarte 13', 25', 35', 37', 51', 81' · Mercedes Pereyra 17', 39', 68', 80', 90' · Analía Hirmbruchner 23', 44', 84' · Leslye Raupp 46', 64', 84' · Tamara Gómez 57', 63' · Brenda Gottig 70', 72' · Sofía Lauro 26' |            |  |

| 26 de febrero de 2012, 17:00 | River Plate | 0:1 | Estudiantes       | Auxiliar Ezeiza, |  |
|                              |             |     | Evangelina Alfano |                  |  |

### Fecha 11
| 25 de febrero de 2012, 17:00 | UAI Urquiza | 9:0 | UBA | Principal, |  |
|                              | Amancay Urbani 17', 30', 70' · Mariana Gaitán 32', 64' · Tamara Gómez 36' · Mercedes Pereyra 46', 52' · Indiana Fernández 58' |     |     |            |  |

| 25 de febrero de 2012, 17:00 | Platense                                                    | 3:4 | Huracán                                                                     | Auxiliar, |  |
|                              | Erica Berent 44' · Soledad Reina 45' · Giselle Cichello 52' |     | Silvana Peralta 4' (pen.), 28' · Florencia Romero 13' · Valeria Pacalli 70' |           |  |

| 4 de marzo de 2012, 17:00 | Independiente | 1:3 | River Plate                          | Auxiliar Wilde, |  |
|                           | -             |     | Ayelén Lagos · Mariana Larroquette , |                 |  |

| 4 de marzo de 2012, 17:00 | Estudiantes                                                           | 6:1 | Vélez Sarsfield (Mercedes) | Auxiliar Estadio, |  |
|                           | Micaela Sandoval , · Grisel Yanacón · Laura Sampedro · Solange Navata |     | Guillermina Crivella       |                   |  |

| 4 de marzo de 2012, 17:00 | San Lorenzo | 0:1 | Boca Juniors | Auxiliar, |  |

- 1 Susp. por ausencia del equipo local y policía. Res. T.D.D. exp. Nro. 58963.-
- 2 Susp. por ausencia del médico y ambulancia.- Res. T.D.D., Expte. Nro. 59234.-
- 3 Susp. por ausencia del equipo visitante. Res. T.D.D., exp. Nro. 59055.-
- 4 Susp. por ausenica de ambulancia. Res. T.D.D., exp. Nro. 59056.-

## Goleadoras
| Jugadora            | Equipo                      | Goles |
| ------------------- | --------------------------- | ----- |
| Belén Potassa       | Boca Juniors                | 28    |
| Soledad Jaimes      | Boca Juniors                | 20    |
| Mariana Larroquette | River Plate                 | 16    |
| Lucía Martelli      | Universidad de Buenos Aires | 13    |
| Mercedes Pereyra    | UAI Urquiza                 | 13    |
| Micaela Sandoval    | Estudiantes                 | 12    |
| Eliana Stabile      | River Plate                 | 10    |
| Enriqueta Tato      | River Plate                 | 10    |
| Paula Ugarte        | UAI Urquiza                 | 8     |
| Evangelina Alfaro   | Estudiantes                 | 7     |
| Analía Hirmbruchner | UAI Urquiza                 | 7     |